# Adel Guemari
Adel Guemari (Marseille, 1984. február 16. –) francia-algériai labdarúgóhátvéd.